# Umm Hakim
Umm Ḥakīm bt. al-Ḥārith b. Hishām b. al-Mughīra al-Makhzūmī (in arabo ام حكيم بنت الحارث بن هشام بن المغيرة المخزومية‎?; La Mecca, ... – ...; fl. VII secolo) è stata una Sahaba.

## Biografia
Figlia di Fāṭima, sorella di Khālid b. al-Walīd, andò sposa al cugino ʿIkrima b. Abī Jahl - da cui ebbe Ḥakīm b. ʿIkrima che le dette l'opportunità di fregiarsi della sua kunya. Si convertì all'Islam nel 630, in occasione della conquista di Mecca, in cui il marito era stato tra i pochissimi Meccani a opporsi in armi alle forze del profeta Maometto.

Recatasi dal Profeta, Umm Ḥakīm avrebbe pronunciato la formula della conversione e avrebbe implorato Maometto di perdonare il marito: cosa che questi non tardò a fare.
Che fosse una donna di carattere e impavido, lo dimostra non solo la sua presenza sul campo di battaglia di Uḥud, in cui con Hind bt. ʿUtba s'era incaricata di incitare i pagani meccani ma, dopo la sua conversione, la sua partecipazione alla battaglia di Marj al-Ṣuffar dell'agosto del 634, in un contingente di donne che combatté i Bizantini nelle file dell'esercito musulmano impegnato nella conquista musulmana della Siria.
Dopo la morte del marito nella battaglia di Ajnādayn, Umm Ḥakīm fu richiesta in moglie da Khālid b. Saʿīd b. al-ʿĀṣ e Umm Ḥakīm accettò la proposta, chiedendo però che il matrimonio avvenisse alla fine della guerra contro i Bizantini. Khālid tuttavia le disse di temere di non sopravvivere al conflitto in atto e la donna quindi acconsentì e il matrimonio fu celebrato immediatamente.
La fosca previsione di Khālid si avverò già il giorno dopo e, quando la tenda della donna fu accerchiata dai nemici, Umm Ḥakīm, ancora in abito nuziale, reagì con tanto coraggio e foga da uccidere di sua mano sette (nove, secondo alcune fonti arabe) soldati bizantini, rifugiandosi poi sotto la protezione delle armi del contingente musulmano impegnato a Marj al-Ṣuffar.
Al ritorno a Medina, il Califfo ʿUmar b. al-Khaṭṭāb la chiese a sua volta in moglie. Il terzo matrimonio di Umm Ḥakīm fu celebrato nel 636.